# The Daily Mail / Staircase
"The Daily Mail / Staircase" är en singel av det brittiska bandet Radiohead, släppt den 19 december 2011.

## Låtlista
| Nr           | Titel          | Längd |
| ------------ | -------------- | ----- |
| 1.           | The Daily Mail | 3:37  |
| 2.           | Staircase      | 4:31  |
| Total längd: | Total längd:   | 8:08  |